# 부산국제단편영화제
부산국제단편영화제는 1980년부터 개최되고 있는 영화제다.

## 회차
- 제16회 부산국제단편영화제 (1999년)
- 제17회 부산국제단편영화제 (2000년)
- 제18회 부산국제단편영화제 (2001년)
- 제19회 부산국제단편영화제 (2002년)
- 제20회 부산국제단편영화제 (2003년)
- 제21회 부산국제단편영화제 (2004년)
- 제22회 부산국제단편영화제 (2005년)
- 제23회 부산국제단편영화제 (2006년)
- 제24회 부산국제단편영화제 (2007년)
- 제25회 부산국제단편영화제 (2008년)
- 제26회 부산국제단편영화제 (2009년)
- 제27회 부산국제단편영화제 (2010년)
- 제28회 부산국제단편영화제 (2011년)
- 제29회 부산국제단편영화제 (2012년)
- 제30회 부산국제단편영화제 (2013년)
- 제31회 부산국제단편영화제 (2014년)
- 제32회 부산국제단편영화제 (2015년)
- 제33회 부산국제단편영화제 (2016년)
- 제34회 부산국제단편영화제 (2017년)
- 제35회 부산국제단편영화제 (2018년)
- 제36회 부산국제단편영화제 (2019년)
- 제37회 부산국제단편영화제 (2020년)
- 제38회 부산국제단편영화제 (2021년)
- 제39회 부산국제단편영화제 (2022년)
- 제40회 부산국제단편영화제 (2023년)